# Seymour Stein
Seymour Stein, pseudonimo di Seymour Steinbigle (Brooklyn, 18 aprile 1942 – Los Angeles, 2 aprile 2023), è stato un produttore discografico statunitense. 
Fu attivo nel mondo musicale fin dal suo primo lavoro come impiegato presso il Billboard Magazine nel 1958.

## Biografia
Nel 1966 Stein e il produttore Richard Gottehrer fondarono la Sire Productions, nucleo originario della futura Sire Records, etichetta con cui firmeranno artisti molto importanti come Ramones e Talking Heads nel 1975, The Pretenders nel 1980, Madonna nel 1982, Brian Wilson nel 1987, Depeche Mode e The Smiths.
Fu presidente della Sire dal 1978 al 1995.
Nel 2005 entrò nella Rock and Roll Hall of Fame.

## Riferimenti nella cultura di massa
- È citato nella canzone degli Rheostatics I Dig Music, contenuta nell'album 2067.[senza fonte]
- A lui è dedicata la canzone Seymour Stein dei Belle & Sebastian, contenuta nell'album The Boy with the Arab Strap del 1998[4].